# Donnemarie-Dontilly
Donnemarie-Dontilly település Franciaországban, Seine-et-Marne megyében. Lakosainak száma 2726 fő (2022. január 1.). Donnemarie-Dontilly Sigy, Vimpelles, Égligny, Gurcy-le-Châtel, Meigneux és Mons-en-Montois községekkel határos.

## Népesség
A település népességének változása:
| Lakosok száma | 2913 | 2917 | 2925 | 2832 | 2790 | 2775 | 2760 | 2747 | 2726 |
|               | 2013 | 2015 | 2016 | 2017 | 2018 | 2019 | 2020 | 2021 | 2022 |